# 김윤겸 필 영남기행화첩
김윤겸 필 영남기행화첩(金允謙 筆 嶺南紀行畵帖)은 부산광역시 서구 부민동, 동아대학교 석당박물관에 있는 조선시대의 김윤겸이 그린 화첩이다. 2004년 10월 4일 부산광역시의 유형문화재 제56호로 지정되었다가, 2017년 3월 8일 대한민국의 보물 제1929호로 승격되었다.

## 개요
진재 김윤겸(1711-1775)은 우리나라 진경산수화의 이론적 배경을 제시한 종조부 김창협과 김창흡의 진경문화사상에 영향을 받아 실경을 사실적으로 재현해 낸 산수화가로 18세기에 겸재 정선과 더불어 우리나라 진경산수화를 개척한 화가이다. 
이 작품은 진재 김윤겸이 1770년(영조 46) 소촌도찰방에 임용되어 진주를 중심으로 한 소촌도 관할 인근인 합천, 거창, 함양, 산청과 부산(동래) 등 영남지역 명승지를 유람하고 그린 14장의 화첩이다. 
화첩의 작품순서는 <몰운대(沒雲臺)>, <영가대(永嘉臺)>, <홍류동(紅流?)>, <해인사(海印寺)>, <태종대(太宗臺)>, <송대(松臺)>, <가섭암(迦葉菴)>, <가섭동폭(迦葉?瀑)>, <월연(月淵)>, <순암(蓴巖)>, <사담(蛇潭)>, <환아정(換鵝亭)>, <하룡유담(下龍游潭)>, <극락암(極樂菴)>이다. 
이들 기행사경지는 대부분『신증동국여지승람』,『동래부지』등에 기록된 해당 지역의 명소들로서 부산지방의 태종대와 영가대, 몰운대는 당시 문인들과 진경산수화가들에게 널리 알려진 곳이었다. 
이 작품은 정선화풍이 유행하던 시대에 살았기 때문에 부분적으로 정선의 영향을 받은 것으로 보이나 표암 강세황과도 연관이 있어 보인다. 
김윤겸의 이 화첩은 영남지방의 명승지를 그린 몇 안 되는 작품 가운데 하나로, 여러 작품이 함께 모여 있다는 점에도 의의가 있으며, 영남지역의 옛 실경을 확인하는 역사적 자료로 중요하다. 이 밖에 김윤겸의 이전 화풍이 완결되는 과정을 보여주는 만년의 득의작으로도 주목된다.

## 보물 지정사유
김윤겸(金允謙, 1711~1775)은 본관이 안동으로, 자는 극양(克讓), 호는 진재(眞宰)·산초(山樵)·묵초(默樵) 등이다. 문인화가이기도 한 김창업(金昌業, 1658~1721)의 서자로 부친의 그림 취미를 이어 개성적 화풍을 이루었다. 서자라는 신분적 한계로 사대부로 현달(顯達)하지는 못했으나 소촌역(召村驛) 찰방을 지냈다. 김윤겸은 조선 후기를 대표하는 문인화가 강세황(姜世晃, 1713~1791)과 같이 활동하였으나, 화풍상 전혀 다른 개성과 특징을 보여준다. 그는 사물을 극도로 단순화시켜 간단하고 짧은 필선으로 묘사하고, 투명한 담채를 살짝 곁들여 추상미가 풍기는 그림을 그렸다. 그림의 소재로는 진경산수화가 가장 많은데, 그가 평생 전국을 유람하며 체득한 실경의 감흥을 그만의 개성으로 표현한 것이다. 김윤겸은 조선시대 문인화가 중 특유의 개성과 넓은 지역의 다양한 실경산수를 남겨 회화사상 독특하고도 중요한 위치를 점하고 있다. 김윤겸의 작품은 꽤 많이 알려져 있는데, 그 중 <영남기행화첩>은 주로 부산, 경남 일대의 지역의 경승을 그린 14폭의 그림으로 이루어져 있다. 이중 일부는 현재 유적지가 남아있지 않으나 조선후기 선비들의 여행과 시문서화 예술의 창작 상황을 잘 보여준다. 영남지역이라는 한정된 공간에 14폭의 작품을 남겨, 지방자치 시대인 현대에 있어서 아주 중요한 문화사적 가치를 지닌다. 작품 자체로도 김윤겸의 회화를 대표할 만한 높은 수준으로, 비록 원래화첩의 모습은 아니고, 일부 결실되었을 가능성이 있으나 현 상태로도 국가지정문화재로서의 가치가 충분히 있다.

## 같이 보기
- 김윤겸

## 참고 자료
- 김윤겸 필 영남기행화첩 - 국가유산청 국가유산포털